# Bylgjan
Bylgjan (traducible como Ondas, en relación con las ondas radiales) es una estación de radio islandesa de carácter privado ubicada en el 98.9 MHz del dial FM en Reikiavik, que emite una programación generalista con énfasis en la información. Comenzó sus transmisiones el 18 de agosto de 1986, rompiendo con el monopolio de Ríkisútvarpið, convirtiéndose en la primera radio privada del país. Actualmente es una de las radioemisoras más escuchadas de Islandia, con una cobertura que alcanza al 99% del territorio nacional.